# لاريسا لوكيانينكو
لاريسا غيناديفنا لوكيانينكو (الروسية: Лариса Геннадьевна Лукьяненко، من مواليد 7 أغسطس 1973) هي لاعبة جمباز إيقاعي فردي بيلاروسية سابقة.
مارست لوكيانينكو رياضة الجمباز الإيقاعي منذ عام 1980 وهي في السابعة من عمرها، حيث تم تدربتها من قبل جالينا كريلينكو في نادي دينامو في مينسك. برزت كمنافس من الدرجة الأولى في بطولة العالم للجمباز الإيقاعي 1992 في بروكسل، بلجيكا. منعها كسر في الكاحل من المنافسة في بطولة العالم 1993 واستغرق الأمر ما يقرب من عام للتعافي، عادت في بطولة أوروبا 1994. اجتاحت نهائي سباق الجائزة الكبرى عام 1993 وفازت بالنهائيات الشاملة والحدث في الطوق والكرة وكلوبس والشريط.
شاركت في دورة الألعاب الأولمبية 1996، وحلت على المركز الخامس في نصف نهائي والمركز السابع في نهائيات. 
تقاعدت عن عمر يناهز 23 عامًا في عام 1996 عملت لوكياننكو مدربة وقاضية في اتحاد الجمباز البيلاروسي. تقوم هي وزميلتها السابقة تاتيانا أوغريزكو بتدريب ميليتينا ستانيوتا.